# Мнацаканян, Арут Гарникович
Арут Гарникович Мнацаканян (арм. Հարութ Գառնիկի Մնացականյան; род. 27 июля 1992, Степанакерт) — общественный и государственный деятель непризнанной Нагорно-Карабахской Республики, глава Шаумяновского района.

## Биография
Родился 27 июля 1992 года в Степанакерте (Ханкенди), Нагорный Карабах.
В 2009—2017 годах учился в Арцахском государственном университете (Степанакерт) по специальности «политология».
В 2010—2012 годах проходил срочную службу в рядах Армии обороны НКР.
В 2013—2015 — председатель студенческого совета Арцахского государственного университета.
В 2014—2017 — председатель молодежного крыла «Айреняц Паштпан» (с арм. — «Защитник Отечества»).
5 июня 2017 года назначен помощником руководителя аппарата президента НКР.
26 сентября 2017 года постановлением правительства НКР назначен главой Шаумяновской районной администрации.

## Семья
Женился в 2016 году. Супруга — Соня Арменовна Мнацаканян. Дочь — Арианна.

## Награды
- Президентом НКР награжден медалью «Воинская служба».